# Roger (fill de Dagobert)
Roger, fill de Dagobert (grec medieval: Ῥογέρης/Ῥογέριος ὁ τοῦ Τακουπέρτου, Rogeris/Rogérios ho tu Takupertu), fou un prohom normand que desertà a l'Imperi Romà d'Orient, on passà al servei de l'emperador Aleix I Comnè (r. 1081-1118). Fou el fundador de la família noble dels Rogeris.
Era un company de Robert Guiscard, amb el qual participà en la conquesta normanda de la Itàlia meridional. Tanmateix, cap al 1080, quan Robert es preparava per travessar el mar Adriàtic i envair l'Imperi Romà d'Orient, Roger desertà als romans d'Orient i advertí l'emperador Aleix I Comnè dels preparatius normands. Hi ha autors que plantegen que la seva deserció també hauria obligat el seu germà, Rodolf Pell de Llop («Raül», en l'Alexíada) a cercar refugi a la cort romana d'Orient, on hauria esdevingut el fundador de la família dels Raüls/Ral·les, però no hi ha cap font de l'època que digui ni que Rodolf era el seu germà, ni que hagués desertat als romans d'Orient.
Anna Comnena, en l'Alexíada, i Nicolau Càl·licles, en un panegíric escrit per al funeral de Roger, en narren la carrera al servei d'Aleix. Li fou concedida la dignitat de sebast i lluità al costat de l'emperador contra els petxenegs, els turcs seljúcides i els seus propis compatriotes, els normands. El 1098, juntament amb Rodolf, fou un dels ambaixadors a Jofré de Bouillon. Durant la invasió dels Balcans per Bohemon, fou un emissari i ostatge durant les negociacions entre els normands i Constantinoble. Més tard, fou un dels signataris del Tractat de Devol, que segellà la pau entre els dos bàndols.
Els cronistes, tant els romans d'Orient com els de l'Occident llatí, en lloen la valentia i l'eloqüència.
Es casà amb una dona de nom desconegut de la família dels Dalassens, molt propera a la dinastia imperial dels Comnens. Tingueren com a mínim un fill, el cèsar Joan Rogeri Dalassè. Un altre membre de la família, el sebast Constantí Rogeri, fou contemporani de Joan Rogeri i prestà servei a l'emperador Joan II Comnè (r. 1118-1143). No se sap ben bé quina era la seva relació amb Roger.